# Loxoblemmus difficilis
Loxoblemmus difficilis är en insektsart som beskrevs av Andrej Vasiljevitj Gorochov 1994. Loxoblemmus difficilis ingår i släktet Loxoblemmus och familjen syrsor. Inga underarter finns listade i Catalogue of Life.